# マイシュペルク
マイシュペルク（スロベニア語: Majšperk）は、スロベニア北東部に位置する市である。